# رقص در غبار
رقص در غبار فیلمی ایرانی به کارگردانی اصغر فرهادی محصول سال ۱۳۸۱ است. رقص در غبار اولین فیلم بلند اصغر فرهادی به حساب می‌آید.

## بازیگران
| بازیگر          | نقش         |
| --------------- | ----------- |
| فرامرز قریبیان  | پیرمرد      |
| یوسف خداپرست    | نظر         |
| باران کوثری     | ریحانه      |
| مالک حدپور سراج | امری        |
| سعید نورالهی    | پدر نظر     |
| میترا تبریزی    | مادر نظر    |
| نوبر قنبریان    | مادر ریحانه |

## خلاصه داستان
نظر (یوسف خداپرست) جوان بیست و یکی دو ساله‌ای است که روزی در مینی‌بوس با ریحانه (باران کوثری) آشنا می‌شود و ازدواج می‌کنند، اما حرف‌های ناپسندی که در مورد مادر ریحانه وجود دارد او را مجبور می‌کند تا ریحانه را طلاق بدهد. ریحانه هم به این تصمیم تسلیم می‌شود اما نظر در برابر دادگاه خودش را موظف می‌داند که مهریه ریحانه را پرداخت کند. کار نظر نگهداری اسب‌هایی است که با تزریق سم مار به آنها ازشان پادزهر تهیه می‌کنند. روزی پلیس برای دستگیری نظر به آنجا می‌آید، چون او نتوانسته به تعهد مالی که داده بود عمل کند. نظر سوار اتومبیلی می‌شود که متعلق به مارگیری منزوی و عبوس است. آنها به وسط بیابانی می‌رسند که مارگیر (فرامرز قریبیان) مارها را از آنجا می‌گیرد. مرد وقتی متوجه وجود نظر می‌شود او را از خود می‌راند، بدون این‌که حتی کلمه‌ای با او حرف بزند. نظر با وجود بدرفتاری‌های مرد تصمیم می‌گیرد همان‌جا بماند و مار بگیرد. نظر پس از کمی تلاش موفق می‌شود یک مار بگیرد، اما آن را از دمش می‌گیرد و مار انگشت حلقه دست چپش را نیش می‌زند و مارگیر مجبور می‌شود انگشت او را قطع کند. او انگشت را در ظرفی پر از یخ می‌ریزد و نظر را به بیمارستان می‌رساند که انگشت را به دست نظر پیوند بزنند. مرد در راه از زندگی اش برای نظر حرف می‌زند و می‌گوید مردی را که به زنش نظر داشته خفه کرده و خودش به زندان افتاده، اما وقتی از زندان فرار کرده، دیده زنش با کس دیگری ازدواج کرده است. در بیمارستان برای عمل پول می‌خواهند و مرد مارگیر که حالا انگار آدم دیگری شده، این پول را فراهم می‌کند، اما نظر پول را برمی‌دارد و از بیمارستان فرار می‌کند. او پول را تمام و کمال به ریحانه می‌دهد تا دینش را ادا کرده باشد. کمی بعد نظر اتومبیل و وسایل مارگیر را نزد دکه‌داری که خواهان خرید اتومبیل بود می‌بیند و می‌فهمد مارگیر برای تهیه پول بیمارستان اتومبیل‌اش را فروخته است.

## توضیحات
اصغر فرهادی در گفت وگویی با شیما غفاری در ایسنا در آذر ۸۲ در پاسخ به اینکه نشانه‌گذاری‌های موجود در فیلم همچون «مار»، «حلقه» و … آئینی یا شخصی است می‌گوید: نگاه عرفانی در رقص در غبار نداشتم چون این مقوله را نمی‌شناسم. این نشانه‌ها به عنوان سمبل یا استعاره نیست، بلکه نشانه‌ها فضا ایجاد می‌کند؛ بنابراین زمانیکه مار هست، آن حس خشونتی که در دیدن مار وجود دارد، یا حلقه، حس عشق و عاطفه دارد، این نشانه‌ها برای من مهم بودند بنابراین هیچ معنای خاصی را در پشت خود پنهان نکرده و هر چه هست، همان حسی است که در لحظه منتقل می‌شود. البته تماشاگر، مختار است هر برداشتی که دارد به فیلم تعمیم بدهد ولی من به فیلم، خیلی رئالیستی نگاه کردم و در عین حال هم نمی‌توانم بگویم کار کاملاً رئالیستی است، به هر حال تلاش کردم این قصهٔ یکی بود یکی نبود را خوب روایت کنم.
اصغر فرهادی دربارهٔ شخصیت مارگیر، سکوت او و … می‌گوید: پیرمرد مارگیر و نظر، دو نوع نگاه به عشق دارند، پیرمرد، عاشق همسرش بوده و به خاطر او قتلی انجام داده است. اما موقعی که در زندان افتاده همسرش او را رها کرده ولو دیگر نتوانسته همسرش را دوست داشته باشد در عین حال “نظر“ با طلاق و طی مراحل قانونی همسرش را از دست داده ولی همچنان او را دوست دارد بنابراین یکی در عشق به آزادی معتقد است و دیگری نیست. پیرمرد می‌گوید اگر من بخواهم عاشق همسرم باشم او باید در تملک من باشد ولی چون او مرا ترک کرده دیگر نمی‌توانم او را دوست داشته باشم اما “نظر“ نگاه برعکسی دارد، حتی وقتی “ریحانه“ را از دست می‌دهد اگر ریحانه با مرد دیگری ازدواج کند، آرزو دارد آن مرد بهتر از خودش باشد؛ بنابراین او در عشق، به تملک، اعتقادی ندارد و در نهایت، نظر این نوع نگاهش را در مسیر سفر به شهر، به پیرمرد می‌دهد و او نیز از این نگاه متأثر می‌شود. او به خاطر شکستی که خورده از هر نوع ارتباط با بقیه گریزان است بنابراین مهم‌ترین ابزار ارتباطی یعنی زبان را به کار نمی‌گیرد و سعی دارد کمتر کسی به او نزدیک شود و به افراد میدان دهد.
اصغر فرهادی در نشست خبری «رقص در غبار» در خبرگزاری مهر روز ۷ دی ۱۳۸۲ دربارهٔ انتخاب فرامرز قریبیان گفت: نقش پیرمرد مارگیر بیشتر ساکت بود و سعی کردم در انتخاب بازیگر همه جوانب را رعایت کنم و فردی را انتخاب بکنم که در سکوتش جذاب باشد و تماشاگر را رها نکند و در چشم‌های آقای قریبیان آنی را دیدم که در صورت و چهره بازیگران این دوره نیست. در ادامهٔ این جلسه، اصغر فرهادی دربارهٔ بازی باران کوثری گفت: من از بازی ایشان خیلی راضی هستم ولی در بعضی نقدها متوجه می‌شوم بعضی‌ها به این بازی انتقاد دارند مثلاً می‌گویند دختر یک فاحشه آن هم در جنوب شهر این گونه نیست درحالی‌که من، با دخترانی از همین قشر و طبقه اجتماعی با این نوع طرز برخورد مواجه شده‌ام.
اصغر فرهادی طی نشستی در کانون فیلم و عکس داستان شیراز در سال ۸۳ با تمجید از بازی باران کوثری در فیلم رقص در غبار گفت: اگر ۱۰ بار دیگر نیز این فیلم را بسازم پلان‌های مربوط به ریحانه را هرگز عوض نمی‌کنم چرا که آن‌ها دقیقاً همان چیزی هستند که من می‌خواستم و این در حالی است که اگر این فیلم را بخواهم دوباره بسازم چند پلان مربوط به آقای قریبیان و نظر را عوض می‌کنم. ریحانه در این فیلم واقعیت را خوب می‌فهمد و زود زیر گریه نمی‌زند. در صحنه‌های آخر حتی تماشاگر با مشاهده او به این حس می‌رسد که ریحانه شوهر کرده است و این حس که به نظر من بسیار مثبت و خوب است از بازی عالی باران کوثری به دست آمد نه از بازی نظر.
باران کوثری نیز در همین نشست خاطرنشان کرد: کارگردان‌ها، در سینمای ایران نسبت به بازیگران بی‌اعتماد هستند و بازیگران نمی‌توانند دربارهٔ نقش‌هایشان نظر بدهند. اگر یک بازیگر، در یک فیلم خوب بازی کند، دیگر، کارگردان‌ها نیز او را برای ایفای نقش در همان قالب قبلی انتخاب می‌کنند و از او توقع همان بازی قبلی را دارند در حالی که بازیگران، قابلیت‌های بیشتری دارند. من دوست داشتم پس از زیر پوست شهر، یک کار متفاوت انجام دهم و برایم بسیار مهم بود و فکر می‌کنم شانس آوردم که برای بازی در این فیلم و همکاری با آقای فرهادی انتخاب شدم.

## جوایز
| سال  | گروه                          | جایزه                                                   | دریافت کنندگان و نامزد                  | نتیجه    |
| ---- | ----------------------------- | ------------------------------------------------------- | --------------------------------------- | -------- |
| ۲۰۰۳ | مراسم جوایز فیلم آسیا پاسیفیک | بهترین کارگردان                                         | اصغر فرهادی                             | برنده    |
| ۲۰۰۳ | مراسم جوایز فیلم آسیا پاسیفیک | بهترین فیلمنامه                                         | اصغر فرهادی، رضا فاضلی، علیرضا بذرافشان | برنده    |
| ۲۰۰۳ | مراسم جوایز فیلم آسیا پاسیفیک | بهترین بازیگر نقش مکمل مرد                              | فرامرز قریبیان                          | برنده    |
| ۲۰۰۳ | جشنواره بین‌المللی فیلم مسکو   | گئورگ طلایی بهترین بازیگر مرد                           | فرامرز قریبیان                          | برنده    |
| ۲۰۰۳ | جشنواره بین‌المللی فیلم مسکو   | گئورگ طلایی                                             | اصغر فرهادی                             | نامزدشده |
| ۲۰۰۳ | جشنواره فیلم فجر              | جایزه ویژه هیئت داوران - مسابقه بین‌المللی - بهترین فیلم | اصغر فرهادی و ایرج تقی‌پور               | برنده    |
| ۲۰۰۳ | جشنواره فیلم فجر              | بهترین فیلمبرداری                                       | حسن کریمی                               | نامزدشده |
| ۲۰۰۳ | جشنواره فیلم فجر              | بهترین موسیقی متن                                       | حمیدرضا صدری                            | نامزدشده |
| ۲۰۰۳ | جشنواره فیلم فجر              | بهترین کارگردانی                                        | اصغر فرهادی                             | نامزدشده |
| ۲۰۰۳ | جشنواره فیلم پوسان            | جایزه جریان جدید                                        | اصغر فرهادی                             | نامزدشده |
| ۲۰۰۳ | جشن خانه سینما                | بهترین فیلمنامه                                         | اصغر فرهادی                             | برنده    |
| ۲۰۰۳ | جشن خانه سینما                | بهترین فیلم                                             | ایرج تقی‌پور                             | برنده    |
| ۲۰۰۳ | جشن خانه سینما                | بهترین بازیگر مرد                                       | فرامرز قریبیان                          | برنده    |
| ۲۰۰۳ | جشن خانه سینما                | بهترین صدابرداری                                        | حسن زاهدی                               | برنده    |
| ۲۰۰۳ | جشن حافظ                      | بهترین کارگردانی                                        | اصغر فرهادی                             | نامزدشده |
| ۲۰۰۳ | جشن حافظ                      | بهترین بازیگر مرد                                       | فرامرز قریبیان                          | نامزدشده |
| ۲۰۰۳ | جشن حافظ                      | بهترین صدا                                              | حسن زاهدی و مسعود بهنام                 | نامزدشده |